# 氣旋加菲洛
特強熱帶氣旋加菲洛（英語：Very Intense Tropical Cyclone Gafilo；法語發音：[ɡafil]）是西南印度洋有史以來氣壓最低、巔峰風力第二強（僅次於2015年尤尼思）之熱帶氣旋。加菲洛规模异常庞大猛烈，是2003－2004年氣旋季最致命、最具破壞性的熱帶氣旋，导致馬達加斯加至少363人丧生，並造成大約2.5億美元（2004年）的損失，成為該島國自有效記錄以來最慘重風暴。
加菲洛從迪戈加西亞島南方形成，3月3日增強至中等熱帶風暴，3月4日成為熱帶氣旋，更在3月6日達到特強熱帶氣旋。3月7日早晨，加菲洛登陸馬達加斯加，穿越馬達加斯加後於莫三比克海峽重組直至3月9日再次登陸馬達加斯加。在陸地上打轉3天以後，該系統於3月13日抵達印度洋，並在3月14日轉化為副熱帶低氣壓。

## 氣象歷史
2月29日，一擾動在迪戈加西亞島南方的季風槽形成，次日法國氣象局留尼旺分部（MFR）對其升格熱帶擾動。儘管3月2日中等東側垂直風切導致中心外露，深對流組織改善、中等極向流出仍讓聯合颱風警報中心（JTWC）對此副熱帶脊線北方的系統發佈熱帶氣旋形成警報，不過系統也藉由短暫加速移動削弱了垂直風切。由於3月3日中心上方深對流組織逐步改善，系統因而增強至熱帶低氣壓，隨即再增強至中等熱帶風暴並由模里西斯次區域熱帶氣旋諮詢中心命名「加菲洛」（Gafilo），不久後MFR更升格加菲洛為強熱帶風暴。到了晚上，加菲洛移速減慢並沿著正建立的副熱帶脊線北側往西北西移動，同時它達到了萨菲尔-辛普森飓风等级的一級。

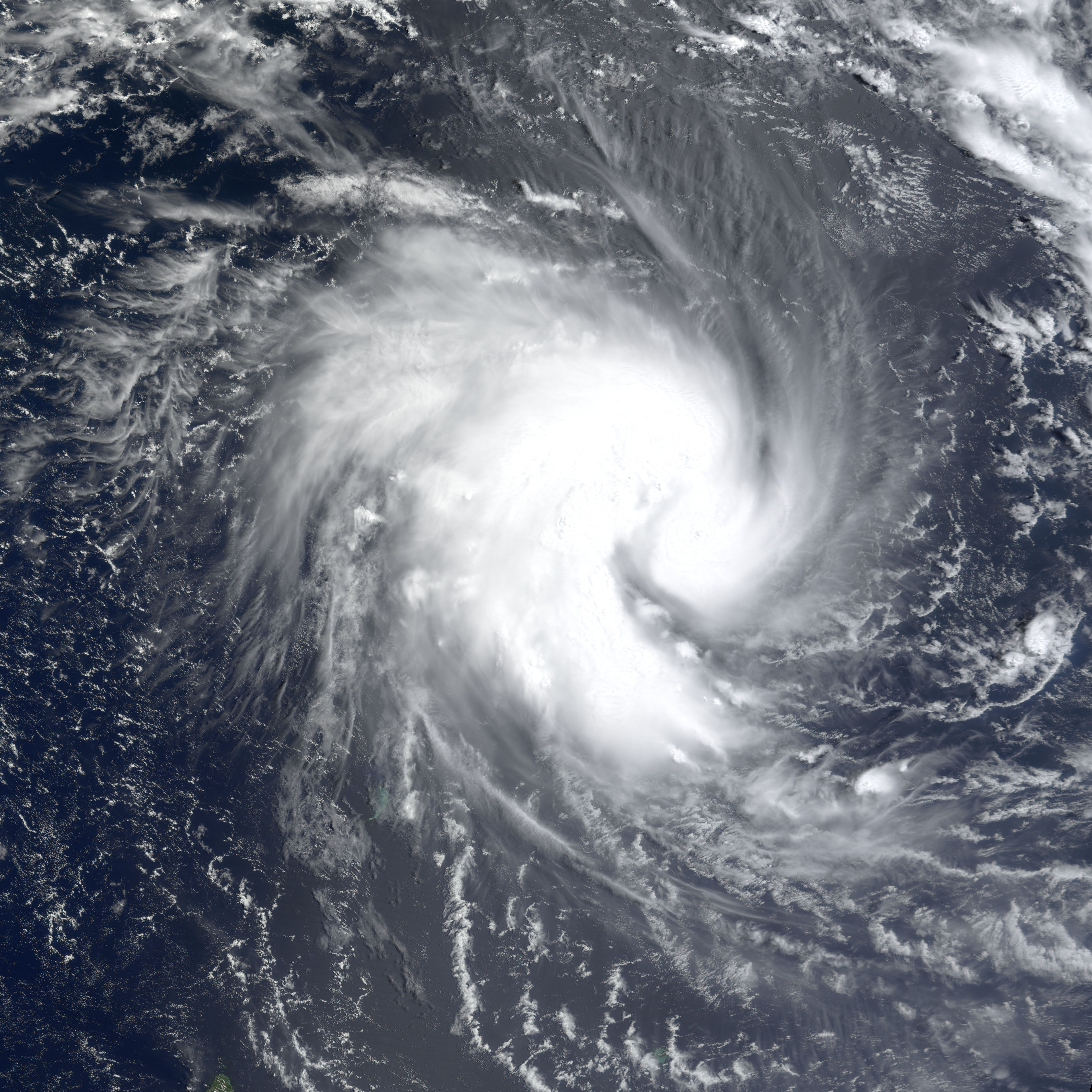
3月3日的熱帶氣旋加菲洛

儘管乾空氣在3月4日顯著抑制深對流，MFR仍舊憑藉雲卷風眼而升格加菲洛為熱帶氣旋，當時這風暴正開始擴張順時針環流並向西南西移動。加菲洛在3月5日獲得雙流出通道，因而快速增強，達到萨菲尔-辛普森飓风等级的四級，MFR也在晚上升格加菲洛為強熱帶氣旋。到了3月6日，不僅海平面溫度超過29°C，來自西側的非典型第三條流出通道讓條件更加優越，促使MFR在06Z升格加菲洛為特強熱帶氣旋。在這時候，加菲洛已擁有十分清晰、渾圓、溫暖的直徑20海里（37；23英里）風眼，也同時達到萨菲尔-辛普森飓风等级的五級。到了12Z，雖然微波掃描圖像顯示眼壁置換週期已開始，加菲洛仍獲得巔峰，十分鐘持續最大風速達到125節（230公里/小時、145英里/小時），氣壓亦降低至895百帕。
之後加菲洛受地形干擾而稍微減弱，隨即在3月7日早晨登陸馬達加斯加薩瓦區安塔拉哈，並沿著東南方的副熱帶脊線西北側往西南移動。不同於其他風暴，加菲洛罕見的大環流讓外圍部分仍留在海上，導致這個陸上低氣壓只會穩步減弱。3月8日中午之前，加菲洛以中等熱帶風暴強度抵達莫三比克海峽，然而最強風力都在北側。到了3月9日，加菲洛首先近乎滯留，然後沿著東方的副熱帶脊線西側往東南移動，馬達加斯加氣象站在中午的觀測資料促使MFR升格加菲洛為強熱帶風暴，但JTWC最佳路徑分析加菲洛在同一時間已低於萨菲尔-辛普森飓风等级的一級。
加菲洛在3月9日晚間登陸馬達加斯加阿齊莫-安德列發那區穆龍貝北方，之後在馬達加斯加南部開始長達3天的順時針轉圈。登陸後加菲洛減弱更甚，JTWC分析它在3月11日已於陸地消散，MFR也在這個陸上低氣壓於3月12日早晨往東南移動時發佈最後警報，然而MFR在中午出乎意料地再次對該毫無組織的系統發佈警報，因為預測殘餘中心將回到海上。到了晚上，憑藉低層環流中心上改善的深對流、極向流出、微弱垂直風切，JTWC對這個陸上殘餘發佈熱帶氣旋形成警報。
3月13日早晨，加菲洛以熱帶擾動強度抵達印度洋，不過JTWC以低層環流中心欠缺組織、垂直風切轉為中等為由取消熱帶氣旋形成警報。加菲洛在3月14日於留尼旺南方轉化為副熱帶低氣壓，這時候良好的高層幅散與溫暖的26°C至29°C海平面溫度讓深對流增強，低層環流中心上的雲簇變得更有組織。晚上達到副熱帶時期較弱的巔峰以後，加菲洛就在3月15日轉化為溫帶低氣壓並往東移動。西南方正建立的副熱帶脊線讓這個溫帶低氣壓在3月16日移速減緩並轉往西北移動，之後這低氣壓繼續緩慢減弱，直到3月18日完全消散為止。

## 影響

### 馬達加斯加

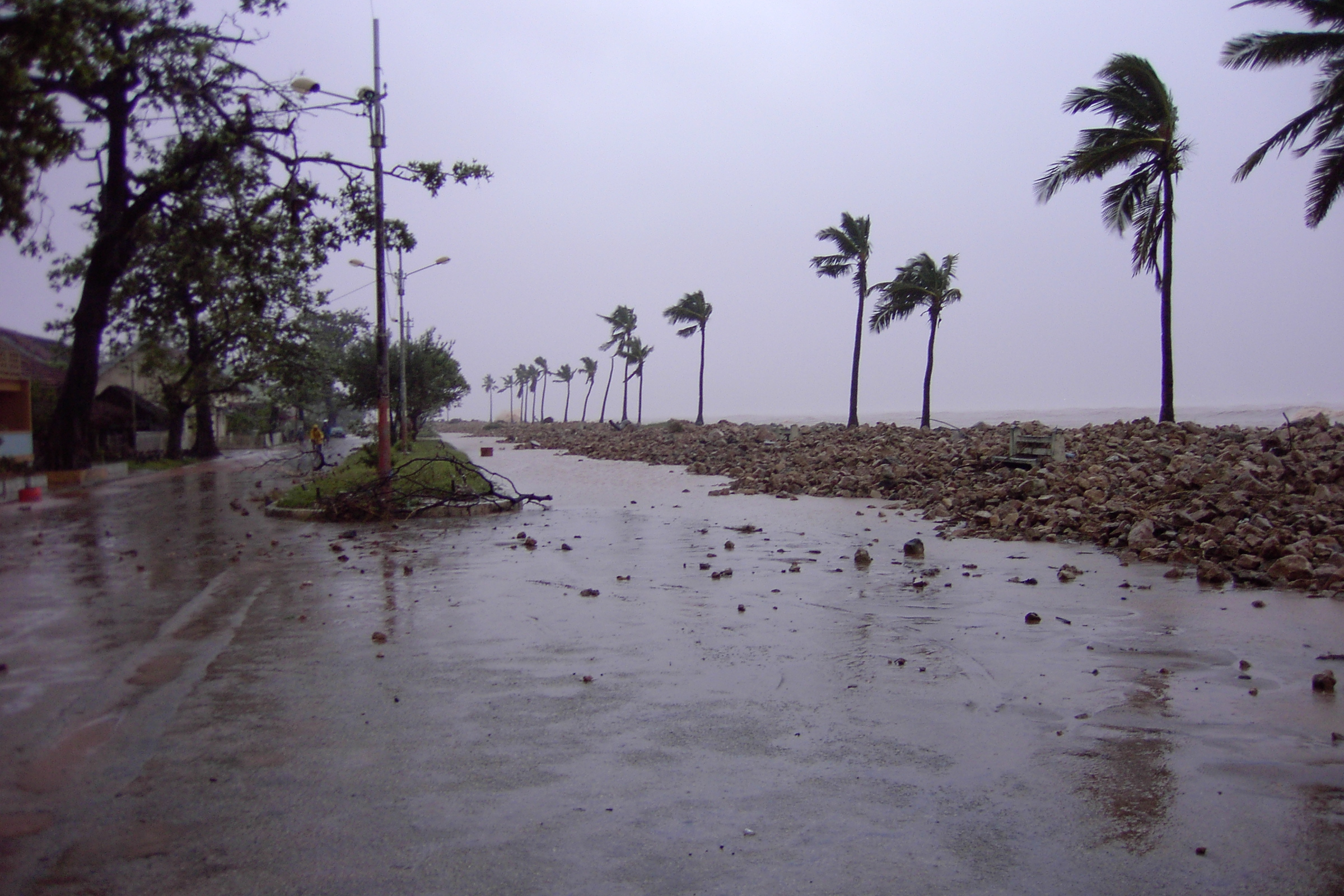
馬達加斯加馬哈贊加受損的海岸線

加菲洛帶給馬達加斯加強勁風勢與豐沛降雨。首次登陸後半天，馬哈贊加附近仍可在3月7日晚上觀測到颶風級風力。加菲洛3月9日在莫三比克海峽重組時，邁因蒂拉努的雨量多達190毫米、陶拉納魯更記錄到242毫米。在加菲洛於陸上打轉3天期間，穆龍達瓦於3月11日記錄到238毫米降雨。
由於1個月前气旋艾丽塔已重創馬達加斯加，加菲洛為該國帶來的損失因而極為慘重。塔那那利佛的國家救援委員會統計237人死亡、181人失蹤、879人受傷、30.4万人無家可歸（單獨安塔拉哈就有17.4万人），超過2万棟房屋全毀，413棟公共建築、3400座學校受損，其中1400座全毀。聯合國估計多達70万人受災，其中28万人需要立即協助。
儘管在加菲洛中心北方300公里，渡輪「Samson」仍在3月7日夜間於馬哈贊加西北方的港口外海沉沒。加菲洛一道狹窄但強勁的雨帶造成海象非常惡劣，讓該渡輪引擎故障並瞬間翻覆。罹難者數目仍舊無法確定（船上有正式120人），只有3人漂浮、擱淺、並從該船難獲救。
在安塔拉哈，糧食價格狂漲35%，港口嚴重受損而難以使用，連接這城市與外圍村莊的道路與橋樑都無法通行，電力、水源、通訊亦全面中斷。整體而言，加菲洛在馬達加斯加主要於北部、西北部、西南部造成洪災，嚴重損害香草、稻米、香蕉等作物，在許多地方這些作物甚至可能已全部受損。
此外，蝦收穫亦受打擊。部分區域已受艾麗塔影響，導致資源耗盡。由於沒立即處理，水性疾病如瘧疾、腹瀉即發生，甚至霍亂可能在6到8週之間肆虐。

### 其他島嶼
加菲洛對西南印度洋其他島嶼僅造成極少損失，但降雨卻相當豐沛。儘管距離加菲洛中心很遙遠，留尼旺仍在48小時內觀測到393毫米，塞席爾在3月4日也有159毫米。特羅姆蘭島曾在加菲洛南方160公里，十分鐘持續最大風速仍可達到49節、陣風更達到66節。在3月7、8日期間，馬約特記錄到100至275毫米降雨。

## 善後
因為加菲洛，馬達加斯加政府於2004年9月通過跨部會命令17939/2004，明訂出口庫存與新取得的薔薇木為「搶救財貨」，導致薩瓦區的國家公園進入無政府狀態，伐木者大量砍伐薔薇木與黑檀木，與加菲洛帶來的損失不大相稱。在這段時期，馬洛傑基國家公園報告因為授予出口權利，公園內恢復伐木了。風暴2年過後，2006年政府通過跨部會命令16030/2006，出口禁令才恢復，但是不久前出口商才在2005年10月遊說政府「按照運營商表達的不滿」延展備忘錄923/05。出口商在2006年與2007年受熱帶氣旋影響時，獲得授權鼓勵囤積大量木材於武希馬里納與安塔拉哈周邊。

## 氣象紀錄
憑藉其最低氣壓895百帕，加菲洛成為有可靠記錄以來西南印度洋氣壓最低之熱帶氣旋，也是1982年克里斯－達米亞以來本區域首個氣壓低於900百帕的熱帶氣旋。其巔峰風速達十分鐘持續125節（230公里/小時、145英里/小時），一度成為西南印度洋風力最強之熱帶氣旋，直至2015年被尤尼思所超越。
加菲洛在3月7日以特強熱帶氣旋之姿搭配十分鐘持續最大風速120節（220公里/小時、140英里/小時）與氣壓905百帕登陸馬達加斯加，與2002年的气旋哈利並列有記錄以來登陸馬達加斯加甚至非洲最強風暴。

## 引用出處
1. ↑   (TXT). Mtarchive Data Server. 愛荷華州立大學.   [2013年6月3日]. （原始内容存档于2013年7月3日）.
2. ↑  . . 法國氣象局. 2006: 62  [2013-06-02]. ISBN 2951166583. （原始内容存档于2013-07-03）.
3. ↑   (TXT). Mtarchive Data Server. 愛荷華州立大學.   [2013年6月3日]. （原始内容存档于2020年5月25日）.
4. ↑   (TXT). Mtarchive Data Server. 愛荷華州立大學.   [2013年6月3日]. （原始内容存档于2013年6月24日）.
5. ↑   (TXT). Mtarchive Data Server. 愛荷華州立大學.   [2013年6月3日]. （原始内容存档于2020年5月25日）.
6. ↑  . . 法國氣象局. 2006: 63, 66  [2013-06-02]. ISBN 2951166583. （原始内容存档于2013-07-03）.
7. ↑   (TXT). Mtarchive Data Server. 愛荷華州立大學.   [2013年6月3日]. （原始内容存档于2020年5月25日）.
8. ↑  . . 法國氣象局. 2006: 65  [2013-06-02]. ISBN 2951166583. （原始内容存档于2013-07-03）.
9. ↑   (TXT). Mtarchive Data Server. 愛荷華州立大學.   [2013年6月3日]. （原始内容存档于2020年5月25日）.
10. 1 2 3 4 5  . . Météo-France. 2006: 68, 69  [2013-06-02]. ISBN 2951166583. （原始内容存档于2013-07-03）.
11. ↑   (TXT). Mtarchive Data Server. 愛荷華州立大學.   [2013年6月3日]. （原始内容存档于2020年5月25日）.
12. ↑   (TXT). Mtarchive Data Server. 愛荷華州立大學.   [2013年6月3日]. （原始内容存档于2020年5月25日）.
13. ↑   (TXT). Mtarchive Data Server. 愛荷華州立大學.   [2013年6月3日]. （原始内容存档于2013年6月24日）.
14. ↑   (TXT). Mtarchive Data Server. 愛荷華州立大學.   [2013年6月3日]. （原始内容存档于2013年6月24日）.
15. ↑   (TXT). Mtarchive Data Server. 愛荷華州立大學.   [2013年6月3日]. （原始内容存档于2020年5月25日）.
16. ↑   (TXT). Mtarchive Data Server. 愛荷華州立大學.   [2013年6月3日]. （原始内容存档于2020年5月25日）.
17. ↑  . . 法國氣象局. 2006: 70–72  [2013-06-02]. ISBN 2951166583. （原始内容存档于2013-07-03）.
18. 1 2  International Federation of Red Cross And Red Crescent Societies.  (PDF). ReliefWeb. 2004年3月17日  [2013年5月6日]. （原始内容存档 (PDF)于2013年11月29日）.
19. ↑  International Federation of Red Cross And Red Crescent Societies. . ReliefWeb. 2005年5月25日  [2011年3月31日]. （原始内容存档于2012年8月31日）.
20. ↑  . . 法國氣象局. 2006: 63, 67  [2013-06-02]. ISBN 2951166583. （原始内容存档于2013-07-03）.
21. ↑  Patel, E.R.  (PDF). Madagascar Conservation & Development. 2007年12月, 2 (1): 103–112. （原始内容 (PDF)存档于2012-11-12）.
22. 1 2   (PDF). Global Witness. 2009年8月  [2010年1月30日]. （原始内容 (PDF)存档于2020年4月7日）.
23. ↑  . 馬洛傑基國家公園. 2009年11月  [2010年2月4日]. （原始内容存档于2011年2月21日）.
24. 1 2  Gerety, Rowan Moore. . WildMadagascar.org. 2009年12月16日  [2010年1月29日]. （原始内容存档于2015年3月30日）.